# Ophiomyia mesonotata
Ophiomyia mesonotata är en tvåvingeart som beskrevs av Spencer 1961. Ophiomyia mesonotata ingår i släktet Ophiomyia och familjen minerarflugor.
Artens utbredningsområde är Etiopien. Inga underarter finns listade i Catalogue of Life.